# Antoní Montserrat
Antoní Montserrat (segle xviii) va ser un religiós català, rector de la parròquia de Santa Maria de Badalona i considerat el primer historiador del municipi.
Va ser rector de la parròquia de Santa Maria de Badalona a finals de segle XVIII. El 25 de juliol de 1778 va ser qui va beneir la nova església parroquial substituint l'antiga romànica, i l'endemà hi va oficiar la primera missa. Hom l'ha considerat el primer historiador de Badalona, a més de ser un cronista del nucli urbà i dels barris rurals llavors existents, així com diverses dades de la població. També va ser l'autor de les primeres excavacions arqueològiques al municipi, que ell mateix va descriure i fonamentar. Les seves dades van ser utilitzades posteriorment per Josep Barriga i Sala a la seva monografia històrica sobre la vila.